# Matilde Ras
Matilde Ras, née à Tarragone le 1er septembre 1881 et morte le 15 avril 1969 à Madrid, est une traductrice, essayiste et écrivaine féministe espagnole.  
Elle est considérée comme l'une des pionnières de la graphologie scientifique.

## Biographie

### Enfance
Matilde Ras naît le 1er septembre 1881, d'un père architecte et d'une mère universitaire qui enseigne en France et en Espagne. Elle a un petit frère, Aurelio. 
La famille s'installe à Cuba alors que Matilde n'a que deux ans, mais son père meurt. La famille s'installe alors à Tarragone, puis à Barcelone, Saragosse et Soria, avant d'emménager définitivement à Madrid où Matilde termine le Bachillerato.
La jeune Matilde est férue de littérature, de dessin et de français, langue que lui enseigne sa mère. Elle traduit des poèmes de Paul Verlaine, Charles Baudelaire et Paul Valéry et devient une lectrice assidue de Voltaire.

### Parcours
Matilde Ras se passionne pour la graphologie après la lecture de la Méthode pratique de Jean-Hippolyte Michon. Elle étudie la discipline de façon autodidacte. Grâce à des relations parisiennes, elle se procure de nombreux ouvrages, notamment L'écriture et le caractère de Jules Crépieux-Jamin, père de la graphologie française.
En 1917, elle publie à Barcelone son premier livre, Grafología. Estudio del carácter por la escritura.  En 1923 la Junta de Ampliación de Estudios, proche de l'Institution libre d'enseignement, lui accorde une bourse pour Paris où elle peut étudier auprès de son maître Jules Crépieux-Jamin. Elle en sort diplômée.
De retour en Espagne en 1925, elle devient une spécialiste de la graphologie. Elle collabore aux journaux ABC et Blanco y Negro, ainsi qu'à des revues scientifiques du Portugal, de France et d'Amérique latine. En 1929, son deuxième livre, Grafología : las grandes revelaciones de la escritura, est publié par Editorial Labor, l'une des plus prestigieuses maisons d'édition de l'époque. Elle rédige également l'article consacré à la graphologie dans l'Encyclopédie Espasa-Calpe.
Elle enseigne également la graphologie dans son cabinet de Madrid et dans les écoles. 
Parallèlement, elle est une traductrice réputée, notamment dans la littérature de jeunesse. Elle traduit ainsi Charles Perrault, les frères Grimm, Hans Christian Andersen, mais également de grands classiques comme Don Quichotte. Elle entretient également une correspondance avec d'autres artistes tels que Víctor Catalá.
Matilde Ras se définit comme « féministe conservatrice » : de culture catholique, mais avant tout revendiquant l'égalité femmes-hommes et le besoin d'instruction et d'émancipation des femmes. 
Elle fait partie de la première génération de féministes espagnoles, comme Elena Fortún, l'une des grandes personnalités de la littérature de jeunesse de l'époque. Les deux femmes sont amies depuis leur adhésion commune au Cercle saphique de Madrid de l'artiste avant-gardiste Victorina Durán. Toutes deux sont engagées dans la défense des droits des femmes, n'hésitant pas à se confronter à des personnalités comme Santiago Ramón y Cajal, Gregorio Marañón ou même Pilar Primo de Rivera. Leur relation commence pendant leur collaboration à la revue Blanco y Negro dans les années 1920, et se termine à l'exil républicain à la fin de la guerre civile. Elena Fortún l'évoque dans son roman Sendero Oscuro, précurseur de la littérature lesbienne.
Face à l'arrivée au pouvoir des nationalistes, Matilde Ras s'exile au Portugal.

## Publications

### Sur la graphologie
- - Grafología. Estudio del carácter por la escritura (1917)
  - Grafología: las grandes revelaciones de la escritura (1929)
  - Grafología (1933)
  - La inteligencia y la cultura en el grafismo (1945), Editions Labor
  - El retrato grafológico (1947), Editions Plus Ultra
  - Historia de la escritura y grafología (1951), Editions Plus Ultra
  - Los artistas escriben (1953), Editions Alhambra
  - Lo que sabemos de Grafopatología (1963)

### Autres ouvrages
- - Donde se bifurca el sendero (1913)
  - Cuentos de la Guerra (1916). Portraits.
  - Quimerania (1918). Portraits.
  - Charito y sus hermanas (1946)
  - Diario (1946), dédié à Elena Fortún
  - Heroísmos oscuros (1968)
  - El amo y El taller de Pierrot (1934), pièce de théâtre (Teatro de mujeres, de Cristóbal de Castro).
  - La hermosa hilandera y los siete pretendientes. Pièce de théâtre présentée au Panama.